# Ernst Udet
Ernst Udet, né le 26 avril 1896 à Francfort et mort le 17 novembre 1941 à Berlin, est un pilote de chasse et un général allemand qui a joué son propre rôle dans plusieurs films.

## Enfance
Les parents d'Ernst Udet sont l'ingénieur Adolf Udet et son épouse Paula, née Krüger. Il grandit à Munich où il étudie à l'école primaire de la Stielerstraße et, à partir de 1906, le lycée Thérèse de Munich (de).

## Première Guerre mondiale
Ernst Udet s'illustre pendant la Première Guerre mondiale en remportant 62 victoires aériennes. Il n'a pas 20 ans quand il obtient sa première victoire le 18 mars 1916. Sa troisième victoire le 24 décembre 1916, obtenue en abattant un Caudron G.4 français de reconnaissance, lui vaut la croix de fer de 1re classe. En 1917, il prend le commandement de l'escadrille de chasse Jagdstaffel Nr 37 (Jasta 37). En mars 1918, Manfred von Richthofen lui donne le commandement de la Jasta 11, l'escadrille des as. Dès avril, il reçoit la plus haute distinction allemande : la croix Pour le Mérite. Après la mort de Richthofen au combat, Udet prend le commandement de la Jasta 4. Hermann Göring, qu'il retrouvera plus tard, sera le dernier commandant de l'escadron de chasse de Richthofen. Le 29 juin 1918, à bord de son Fokker D.VII, il est abattu en vol par un Breguet XIV français. Udet saute de l'appareil en flammes, mais son parachute ne s'ouvre qu'à 100 mètres du sol : tombé violemment dans un cratère d'obus, il est secouru par un groupe d'infanterie allemand. Il en gardera de graves séquelles aux hanches. Il reprend néanmoins du service dès la fin juillet 1918. En août, il réussit à abattre 20 appareils ennemis. Le 22 août 1918, Udet part en congé et retrouve son escadre sur le terrain de Frescaty à Metz lors de son retour. À la fin de la guerre, il est le deuxième pilote allemand par le nombre de victoires homologuées.
Dans ses mémoires, au même titre d'ailleurs que Theo Osterkamp, Ernst Udet expliquera qu'il avait été épargné par Georges Guynemer, alors que sa mitrailleuse s'était enrayée.

## Entre-deux-guerres

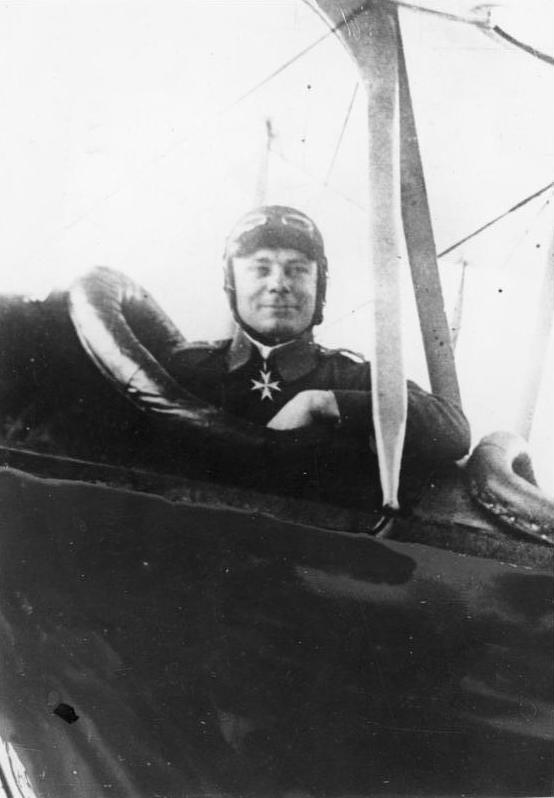
Ernst Udet en 1919

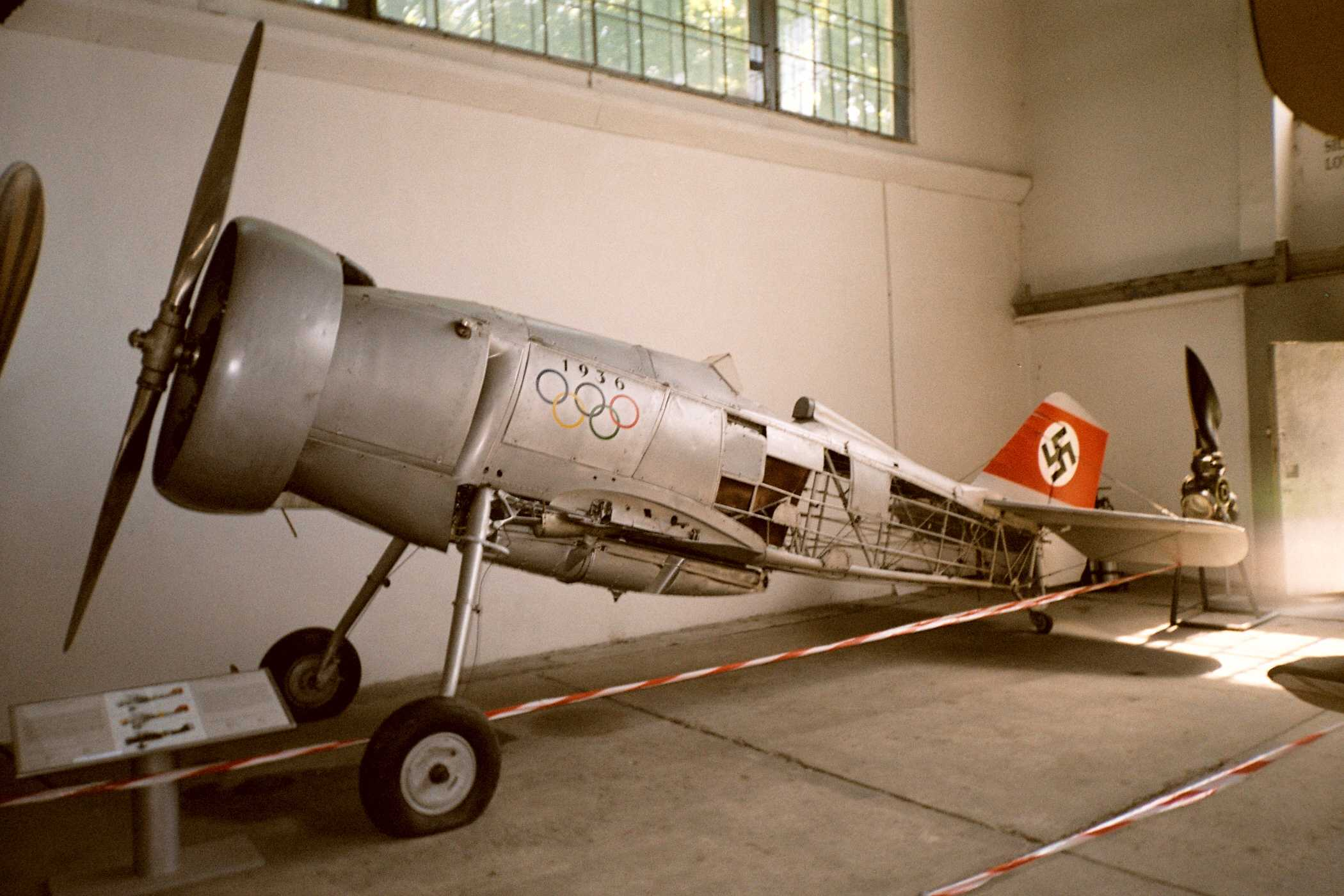
Avion piloté par Udet durant les Jeux olympiques de Berlin, en 1936

Entre les deux guerres mondiales, Udet n'a qu'un désir, voler à nouveau. En 1921, il monte à Munich la Udet Flugzeugbau GmbH, une entreprise de fabrication d'avions de sport qui fera faillite en 1928 et sera absorbée par la Bayerische Flugzeugwerke (dont Willy Messerschmitt sera le directeur technique). Passionné de vol, il est la vedette de spectacles de voltige aérienne et tourne dans quelques films dont Die weiße Hölle vom Piz Palü (1929), Stürme über dem Mont Blanc (1930) et SOS Iceberg (1933), avec Leni Riefenstahl. En essayant un Curtiss-Wright Hawk aux États-Unis en 1931, il découvre les possibilités du vol en piqué. Poussé par Göring devenu ministre de l'Air, Udet adhère au parti nazi en 1933. En 1935, il devient colonel (Oberst) puis inspecteur de la chasse dans la Luftwaffe nouvellement créée.
En 1937, Udet est désigné pour une série d'essais visant à permettre à un avion léger (FW Stieglitz) de s'accrocher sur le dirigeable Hindenburg. L'objectif était d'étudier le moyen de faire parvenir un complément de courrier au dirigeable en route pour l'Amérique du Nord. Ces essais globalement infructueux qui eurent lieu les 11 et 13 mars 1937 furent rapidement abandonnés. Selon certaines thèses récentes, ces chocs réitérés contre l'ossature du zeppelin pourraient être à l'origine d'une fatigue de la structure du dirigeable et de la rupture d'un câble de tension interne. En venant « fouetter » et endommager l'un des ballonnets de gaz, ce câble pourrait être à l'origine de l'incendie, interne d'abord, puis finalement de la perte totale du Hindenburg le 6 mai 1937.
Le 1er février 1939 il est nommé Generalluftzeugmeister. Il participe à la reconstruction de la Luftwaffe, sélectionne le Me 109 comme chasseur, favorise le développement et la mise en service du bombardier en piqué Junkers Ju 87 Stuka et du bimoteur Ju 88.

## Seconde Guerre mondiale
En juillet 1940, Udet visite les usines de Marcel Bloch, à Bordeaux, où se trouve la société Bordeaux-Aéronautique, en compagnie de Kurt Tank de la société Focke-Wulf, et salue la qualité des avions français. Il dirige pendant peu de temps le Reichsluftfahrtministerium sous les ordres de Göring. Mais la bataille d'Angleterre est un échec stratégique et tactique pour les forces aériennes allemandes, notamment à cause de bimoteurs trop inférieurs aux chasseurs anglais et à l'absence de bombardiers lourds. Il est soutenu par Göring malgré des dysfonctionnements majeurs au sein de la Luftwaffe, comme ses nombreux camarades de la Grande Guerre qui sont maintenus à des postes importants sans pour autant avoir la compétence pour les occuper. Au cours des derniers mois qui précédent la guerre, Udet est l'amant de Martha Dodd, fille de William E. Dodd, ambassadeur des États-Unis en Allemagne. Celle-ci publie en 1945 un ouvrage biographique consacré à son ancien amant, Sowing the Wind. Morphinomane, joueur, noceur et alcoolique, Udet suit une cure de désintoxication en août 1941 au début de l'invasion de l'URSS. À son retour, le maréchal Erhard Milch, véritable tête pensante et éternel pompier de la Luftwaffe, a considérablement modifié le ministère de l'air et fait la lumière sur les errements de la direction Udet. Le ménage est notamment fait au sein des collaborateurs parasites tels que son chef d’état-major Ploch (joueur compulsif et compagnon de beuveries), envoyé sur le front de l'Est par Goering en personne. C'est quelques jours après une conférence au ministère de l'air où sont soulignés les graves manquements de son administration qu'il se suicide. À cette époque, il souffre notamment de graves maux de tête, de délires paranoïaques et a été abandonné par sa maîtresse.

## Fin de vie

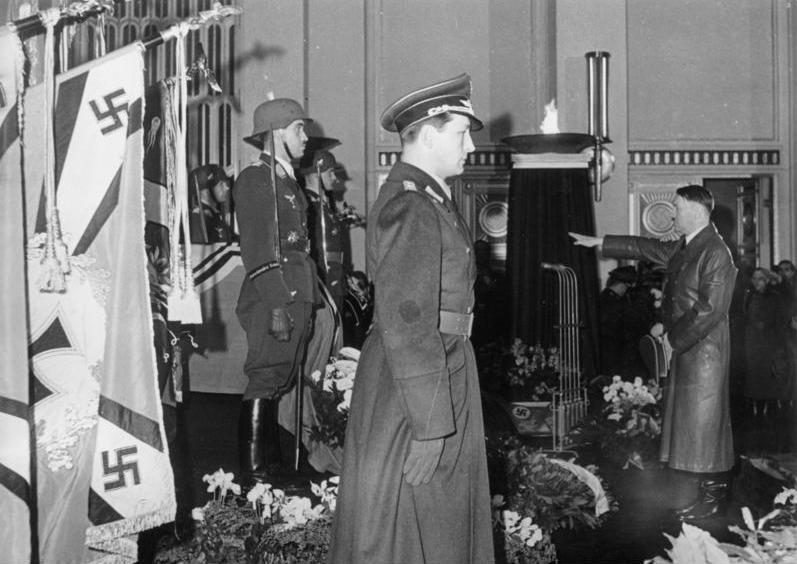
Adolf Hitler rend hommage à Ernst Udet lors de ses obsèques

Udet était un individualiste passionné d'aviation, pilote hors pair, mais pas un homme de dossiers ni de politique. Profondément déprimé par le cours des événements, Udet se suicida le 17 novembre 1941. Hitler organisa des obsèques nationales en son honneur et son suicide fut tenu secret. Il est inhumé au cimetière des Invalides de Berlin.

« Il est impossible de vivre quand on ne peut plus se regarder honnêtement dans un miroir. »

— Ernst Udet
Un général de la Luftwaffe, Helmut Wilberg, et un autre as de la Luftwaffe, Werner Mölders, moururent dans des accidents d'avion en se rendant à ses obsèques.

## Décorations
- Croix de fer (1914)
  - 2e classe
  - 1re classe
- Insigne de pilote militaire
- Coupe honorifique de vainqueur en combat aérien (de)
- Croix de Guillaume du Wurtemberg (de) avec glaives
- Croix de chevalier de l'ordre royal de la maison des Hohenzollern avec glaives
- Croix hanséatique de Lübeck et Hamburg
- Insigne des blessés (1918)
  - en Argent
- Pour le Mérite le 9 avril 1918
- Médaille de service de la Wehrmacht IV. Classe
- Agrafe de la croix de fer (1939)
  - 2e classe
  - 1re classe
- Croix de chevalier de la croix de fer le 4 juillet 1940
- Insigne de pilote-observateur en or avec brillants
- Grand-officier de l'ordre du Mérite militaire (Bulgarie) avec glaives

## Filmographie

### Film basé sur sa vie
- 1955 : Le Général du Diable (Des Teufels General) de Helmut Käutner est basé sur la fin de sa vie. Son rôle est interprété par Curd Jürgens.

### En tant qu'acteur

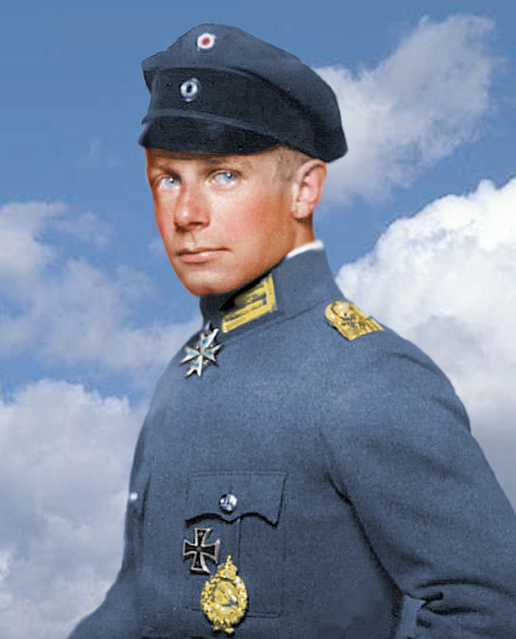
Ernst Udet, photo colorisée

- 1926 : La Bayadère (en) (Die Liebe der Bajadere)

Films où il a joué le rôle d'un aviateur sous son propre nom
- 1928 : Ein Mädel mit Temperament Kunstflieger
- 1929 : L'Enfer blanc du Piz Palü (Die weiße Hölle vom Piz Palü)
- 1930 : Tempête sur le mont Blanc (Stürme über dem Mont Blanc)
- 1933 : S.O.S. Iceberg (version américaine) et S.O.S. Eisberg (version allemande). Pour ce film, il fut également opérateur pour les prises de vue aériennes
- 1935 : Wunder des Fliegens : Der Film eines deutschen Fliegers

## Bibliographie

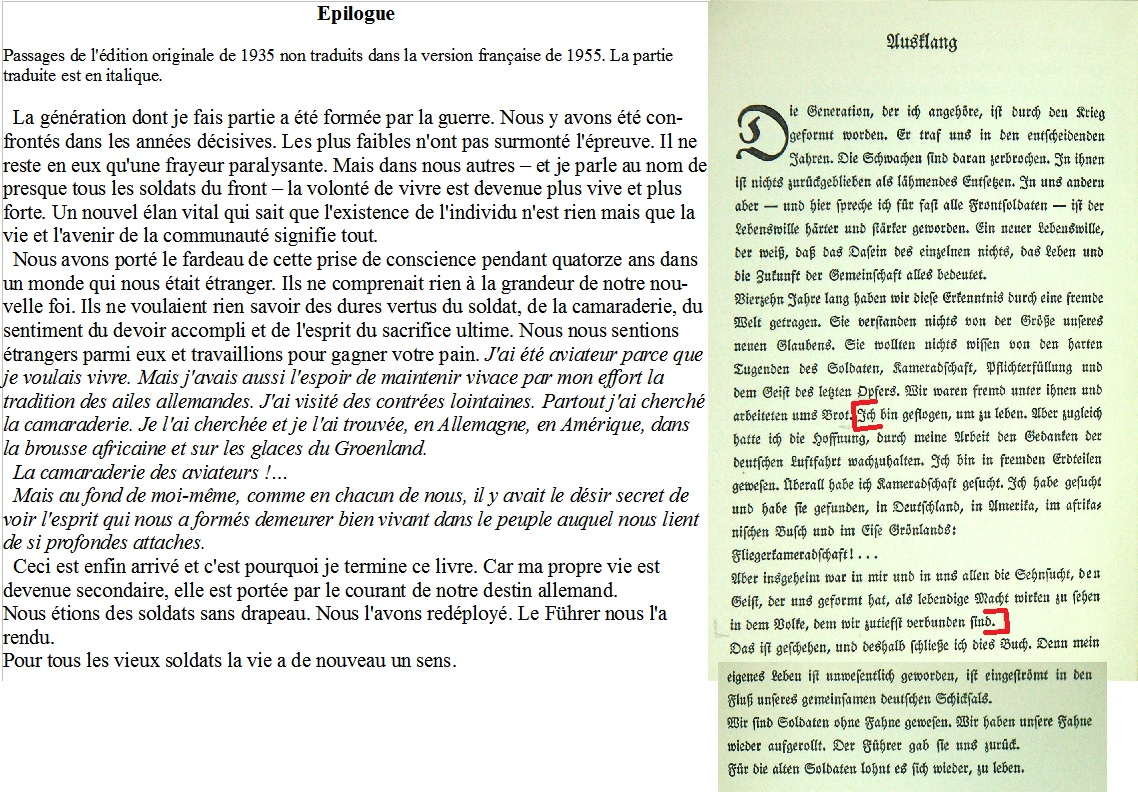
Le texte original et une traduction des passages manquants.